# Палаванский павлиний фазан
Палаванский павлиний фазан (лат. Polyplectron napoleonis) — вид птиц из семейства фазановых отряда курообразных.

## Описание

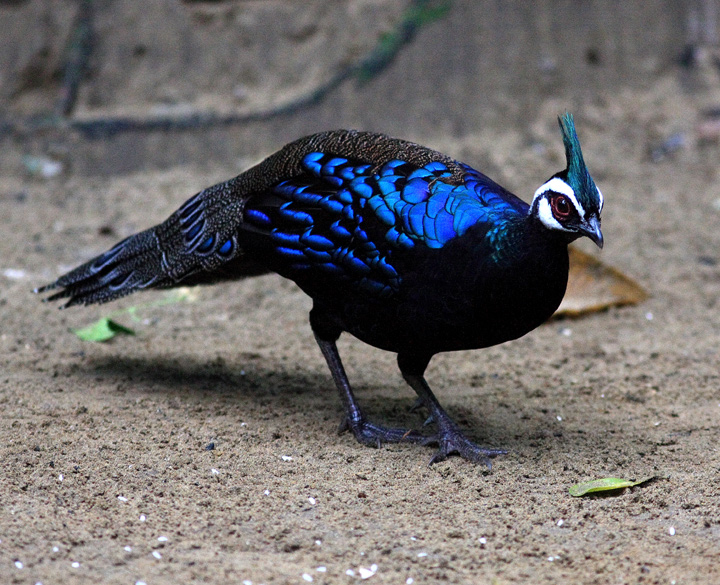

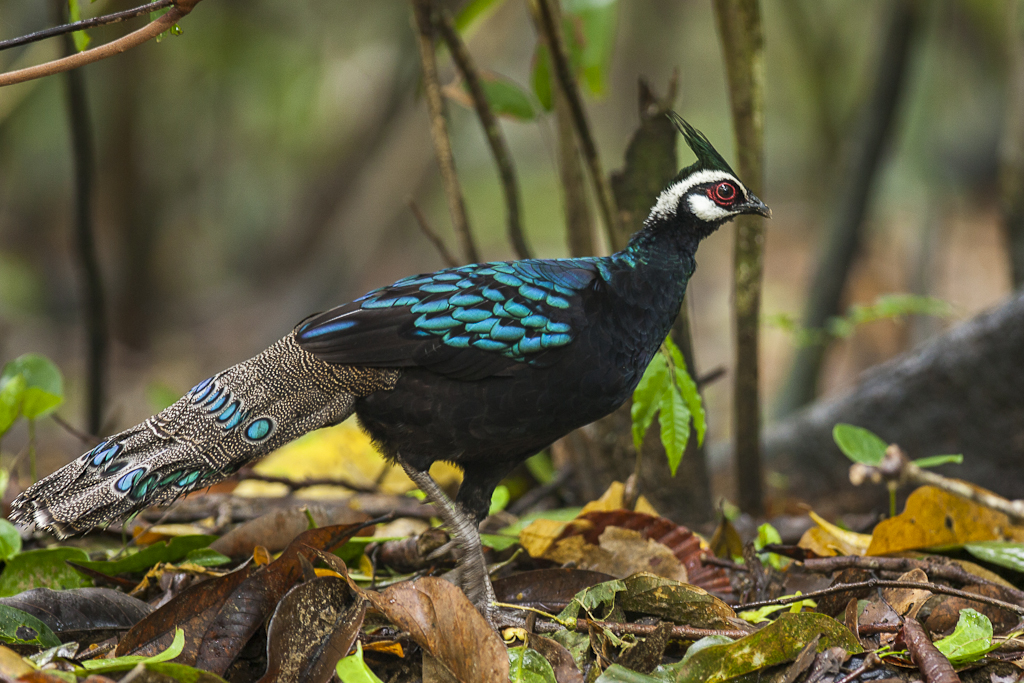

Небольшой фазан, общая длина тела самцов 50 см, самок 40 см. Окраска самца в целом тёмная: голова, шея, грудь и брюхо чёрные с тёмно-зелёным металлическим отливом. На голове вытянутый вверх и назад заостренный чёрно-зелёный хохолок. От клюва до зашейка над глазом проходит широкая дугообразная белая полоса. Под глазом от клюва до уха также проходит узкая белая полоса, заканчивающаяся в области уха большим белым пятном. Вокруг глаз неоперённый участок красного цвета. Оперение нижней части зашейка, верха спины и крыльев зелёно-синее с сильным металлическим отливом. Основания этих перьев чёрные, без металлического перелива. Нижняя часть спины, поясница и хвост чёрно-белые: на чёрном фоне очень густо расположены очень мелкие белые крапинки. На хвосте два поперечных ряда больших зелёно-синих круглых и овальных пятен в виде глазков: каждое пятно окружено внутри чёрным, а снаружи светлым кольцом. На цевках по две шпоры. Самка мельче, тусклее, оперение у неё в целом бурое, с нечёткими тёмно-жёлтыми отметинами и беловатыми горлом, вытянутым пятном под глазом и в области уха и дугообразной полосой над глазом, пятна на хвосте бледные. В целом самка палаванского павлиньего фазана имеет внешнее сходство с филиппинским большеногом (Megapodius cumingii) или самкой банкивской джунглевой курицы (Gallus gallus), но более коротконогая, с более длинным хвостом и более однородной бурой окраской.
Голос палаванского павлиньего фазана представляет собой громкое, резкое, визгливое и регулярно повторяющееся «ауукк», «кратт» и «ка-рииитч», а также двойное «кротчч-критчч», похожее на удары по металлической трубе куском дерева. Птица эта чрезвычайно скрытна и в природе обнаруживается чаще всего по голосу.

## Ареал
Эндемик острова Палаван в Филиппинском архипелаге. Обитает в густых влажных тропических лесах на низменностях, холмистых местностях и предгорьях острова, до высоты около 800 м над уровнем моря. Иногда встречается почти до заросшего мхом леса и в низкоствольном лесу с преобладанием казуарины на серпантинных скалах. Предпочитает первичные леса, значительно реже встречаясь в старых вторичных и ещё реже в молодых вторичных. В целом известно 20 мест обитания этого вида на острове, с 1980 года он наблюдался как минимум в 11 местах. Однако предполагают, что он имеет более широкое распространение.

## Питание
Самцы кормятся поодиночке, самки — небольшими группами.

## Размножение
Гнездо устраивают на земле. В кладке два яйца. Насиживание длится 18—21 день. С выводком птенцов находится только самка.

## Охрана
Общая численность палаванского павлиньего фазана в природе неизвестна, по приблизительным оценкам она составляет от 20 000 до 50 000 взрослых особей. Считается, что в настоящее время численность этого вида сокращается, причём достаточно быстро, из-за масштабных вырубок низинных лесов острова и непосредственной охоты на птиц, в том числе для международной торговли.
Палаванский павлиний фазан занесен в Приложение I СИТЕС. В настоящее время весь остров Палаван считается заповедником, охота на котором официально запрещена. В 1990 году весь остров был объявлен биосферным заповедником. Однако на деле чрезвычайно сложно обеспечить соблюдение законодательных норм, регулирующих изменение среды обитания и охоту, поэтому браконьерами до сих пор отлавливается большое количество этих птиц. Палаванский павлиний фазан встречается в том числе в двух охраняемых районах: морском заповеднике Эль-Нидо и национальном парке подземной реки Пуэрто-Принсеса, являющемся объектом Всемирного наследия ЮНЕСКО и частью Национальной интегрированной системы охраняемых территорий. Этот вид является частью Европейской программы по исчезающим видам Европейской ассоциации зоопарков и аквариумов. В конце 1980-х годов в различных зоопарках и питомниках содержалось более 400 особей этого вида.

## Фото

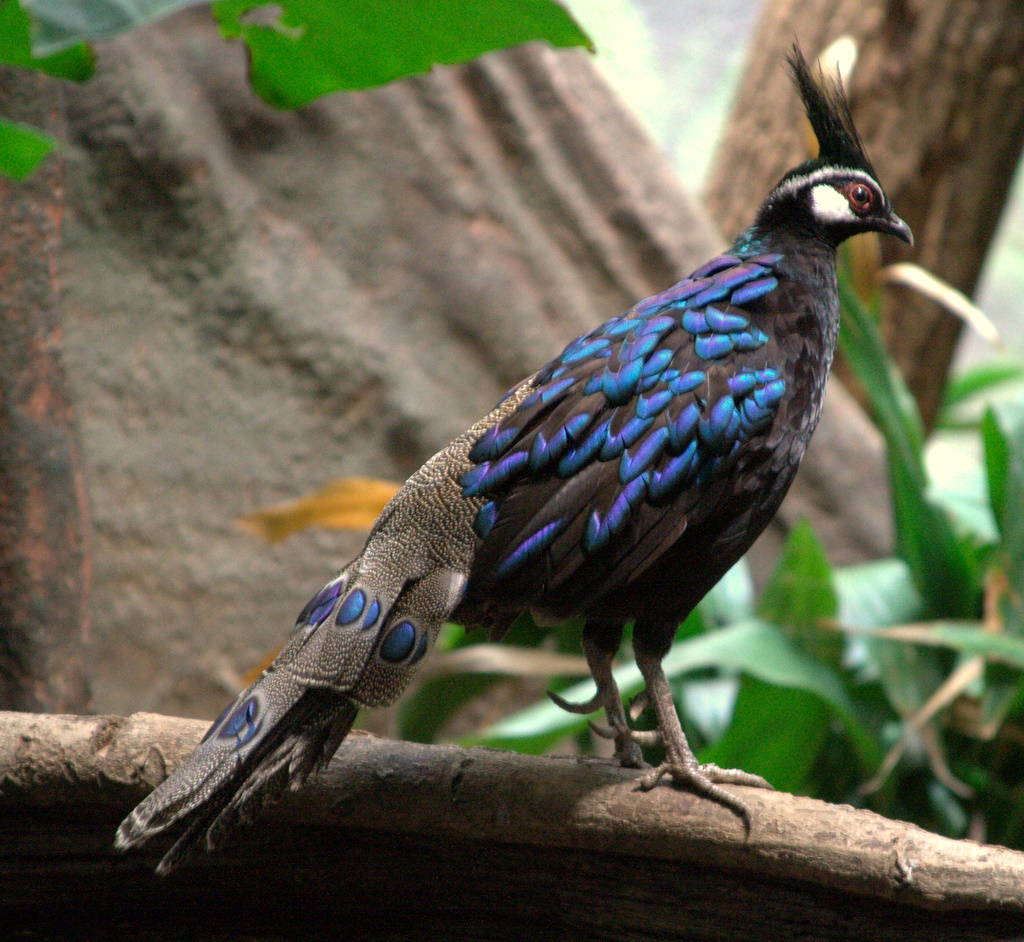
Самец
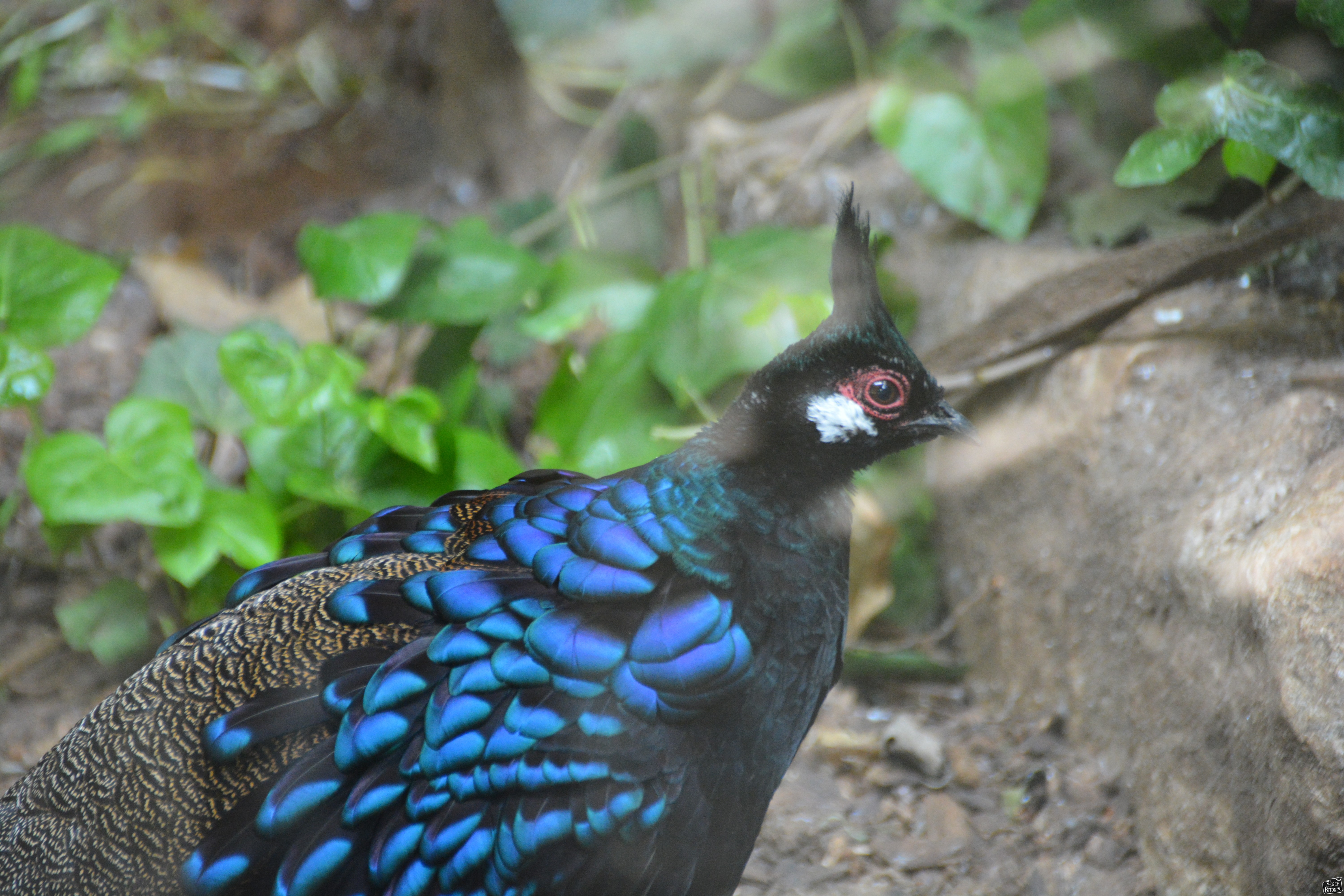
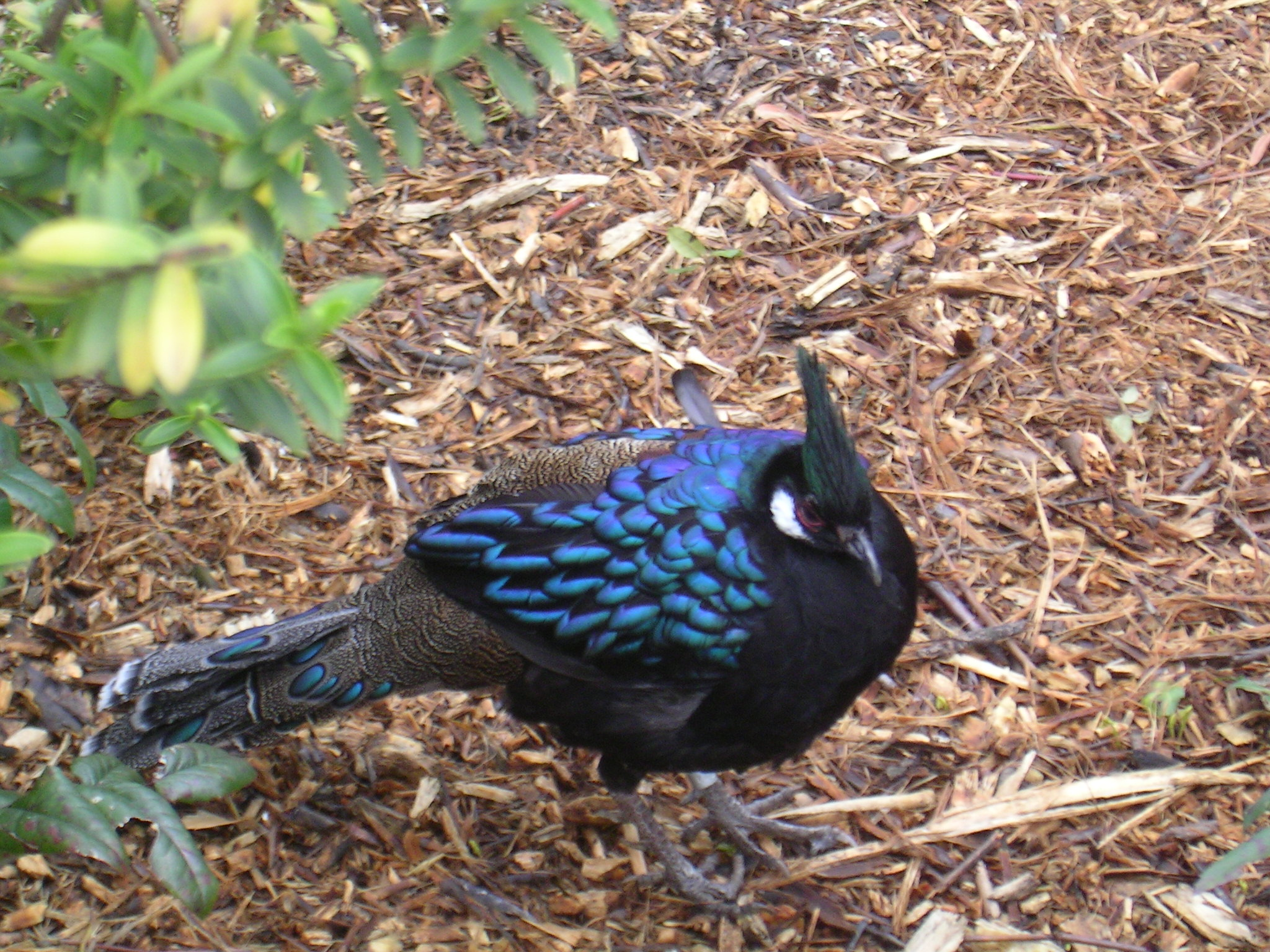
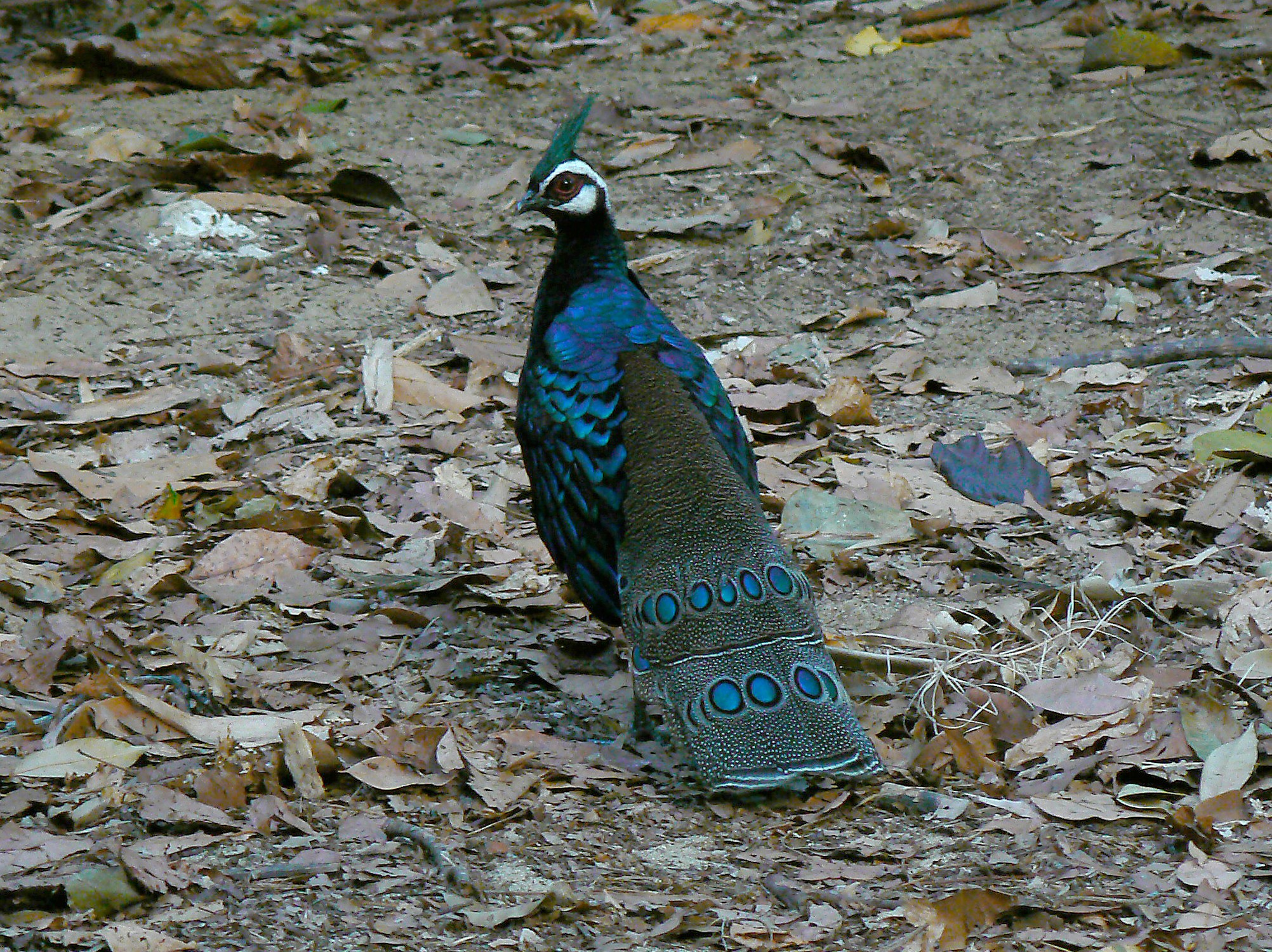
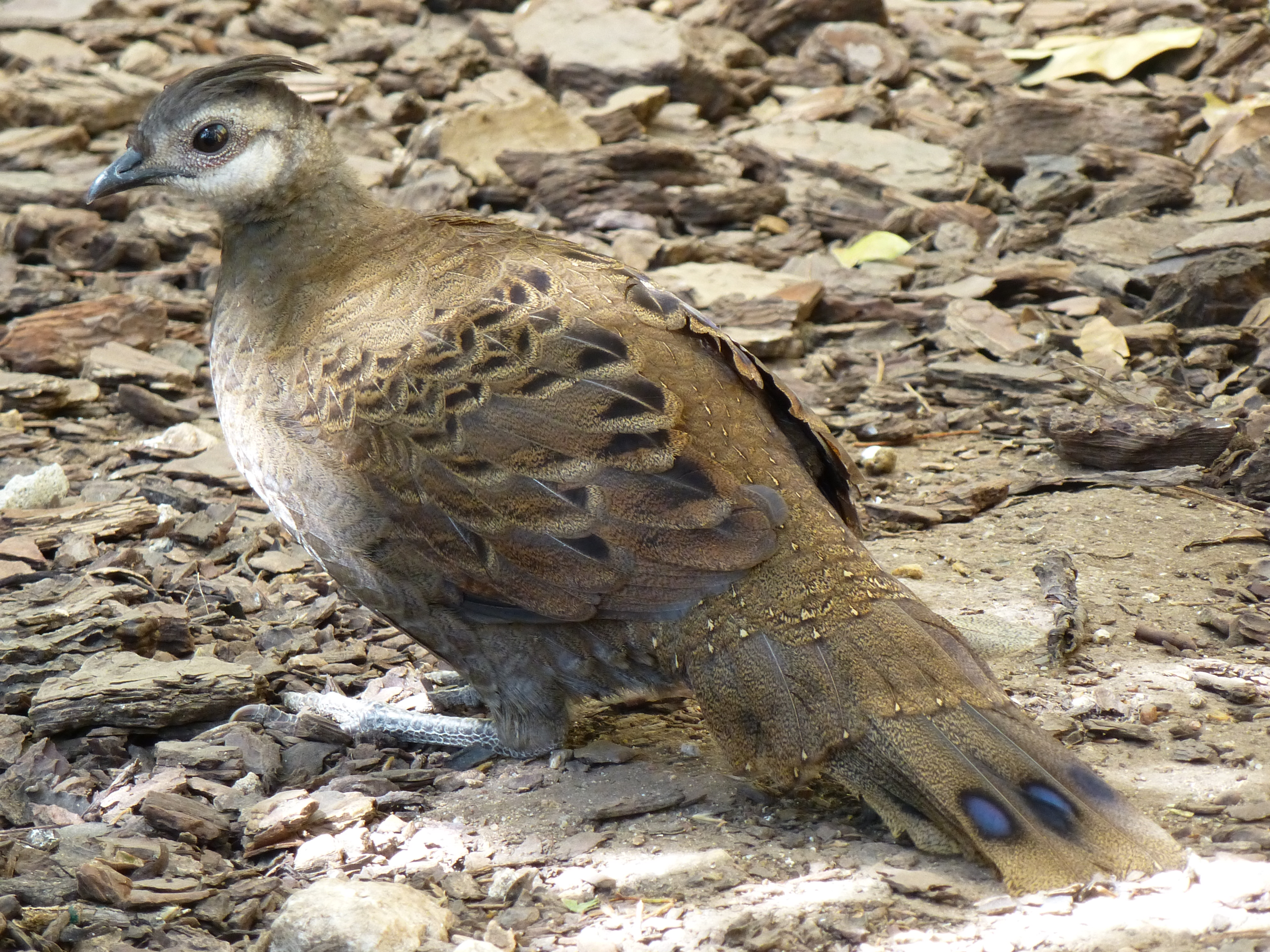
Самка